# جاده (دستگاه رمزگذاری)
جاده (انگلیسی: JADE) اسم رمزی بود که توسط رمزگشایان آمریکایی به دستگاه رمزگذاری جنگ جهانی دوم ژاپن در جنگ جهانی دوم داده شده بود.